# Lista episoadelor din Mako Mermaids
Mako Island of Secrets, lansat pe plan internațional ca Mako Mermaids, este un serial de televiziune australian pentru copii și adolescenți. Serialul este un spin-off al H2O Just Add Water, fiind produs de către Jonathan M. Shiff în asociere cu rețeaua TEN și Nickelodeon.
Serialul a fost anunțat în iulie 2011, este format din 26 de episoade de 24 de minute fiecare, plus o opțiune pentru un episod de 90 de minute. Filmarea trebuia să înceapă în aprilie 2012, dar a fost amânată pentru începutul lunii mai. Filmările au durat până la 12 octombrie 2012. Mako Mermaids a fost programat pentru a fi difuzat în a doua jumătate a anului 2013, cu o a doua serie confirmată înainte de primul sezon să fie filmat. Producția din prima serie au totalizat 12,3 milioane dolari australieni.
Serialul a fost anunțat pentru prima oară ca Mako: Insula secretelor, apoi ca Secretul din Insula Mako, și în cele din urmă ca Mako Mermaids pentru lansarea sa internațională. A debutat la nivel național pe rețeaua TEN ca Mako: Insula secretelor la 26 iulie 2013.
În parteneriat cu Shiff Productions, Netflix este exclusiv furnizorul de televiziune pentru serie. Primele treisprezece episoade au fost lansate la 26 iulie 2013, cu a doua jumătate a sezonului de la 15 septembrie 2013.
- Data originală este data când a avut premiera oficială la TV (Network TEN, Eleven).
- Serialul este difuzat în România pe Disney Channel.

| Sezon | Episoade | Primul episod      | Ultimul episod    |
| ----- | -------- | ------------------ | ----------------- |
| 1     | 26       | 31 decembrie 2013  | 2 august 2014     |
| 2     | 26       | 14 septembrie 2015 | 18 noiembrie 2015 |
| 3     | 16       | 27 mai 2016        | 27 mai 2016       |

## Sezonul 1 (2013-2014)
| #  | # total | Titlu                                             | Regizat de  | Scris de       | Premieră originală | Premieră în România | Cod |
| -- | ------- | ------------------------------------------------- | ----------- | -------------- | ------------------ | ------------------- | --- |
| 1  | 1       | „Fără picioare” „Outcasts”                        | Evan Clarry | Sam Carroll    | 26 iulie 2013      | 31 decembrie 2013   | 101 |
| 2  | 2       | „Avem picioare” „Getting Legs”                    | Evan Clarry | Anthony Morris | 2 august 2013      | 15 februarie 2014   | 102 |
| 3  | 3       | „Rita” „Meeting Rita”                             | Evan Clarry | Max Dann       | 9 august 2013      | 22 februarie 2014   | 103 |
| 4  | 4       | „Lyla singură” „Lyla Alone”                       | Evan Clarry | Simon Butters  | 16 august 2013     | 19 aprilie 2014     | 104 |
| 5  | 5       | „Furtuna” „Blizzard”                              | Evan Clarry | Sam Carroll    | 23 august 2013     | 8 martie 2014       | 105 |
| 6  | 6       | „Povestea Delfinului” „Dolphin Tale”              | Evan Clarry | Chris Roache   | 30 august 2013     | 26 aprilie 2014     | 106 |
| 7  | 7       | „Petrecere la piscină” „Zac's Pool Party”         | Evan Clarry | Michael Joshua | 6 septembrie 2013  | 22 martie 2014      | 107 |
| 8  | 8       | „Zac se întoarce pe Mako” „Zac's Return to Mako”  | Evan Clarry | Sam Carroll    | 13 septembrie 2013 | 29 martie 2014      | 108 |
| 9  | 9       | „Sirena” „The Siren”                              | Evan Clarry | Simon Butters  | 20 septembrie 2013 | 5 aprilie 2014      | 109 |
| 10 | 10      | „Zac se reîntoarce pe Mako” „Zac Returns to Mako” | Evan Clarry | Chris Roache   | 27 septembrie 2013 | 12 aprilie 2014     | 110 |
| 11 | 11      | „Nu cred în sirene” „I Don't Believe in Mermaids” | Evan Clarry | Max Dann       | 4 octombrie 2013   | 3 mai 2014          | 111 |
| 12 | 12      | „Coada de sirenă” „Close Call”                    | Evan Clarry | Anthony Morris | 11 octombrie 2013  | 10 mai 2014         | 112 |
| 13 | 13      | „Trădarea” „Betrayal”                             | Evan Clarry | Michael Joshua | 18 octombrie 2013  | 17 mai 2014         | 113 |
| 14 | 14      | „De luptă” „Battlelines”                          | Grant Brown | Sam Carroll    | 25 octombrie 2013  | 24 mai 2014         | 114 |
| 15 | 15      | „Secretul Sirenei” „Sirena's Secret”              | Grant Brown | Max Dann       | 1 noiembrie 2013   | 31 mai 2014         | 115 |
| 16 | 16      | „Pace” „Truce”                                    | Grant Brown | Chris Roache   | 8 noiembrie 2013   | 7 iunie 2014        | 116 |
| 17 | 17      | „Alt inel al lunii” „Moon Ring 2”                 | Grant Brown | Anthony Morris | 15 noiembrie 2013  | 14 iunie 2014       | 117 |
| 18 | 18      | „Planul trident” „The Trident Job”                | Grant Brown | Michael Joshua | 22 noiembrie 2013  | 21 iunie 2014       | 118 |
| 19 | 19      | „De unde se pornește?” „Where's the on Button?”   | Grant Brown | Justin Gillmer | 29 noiembrie 2013  | 28 iunie 2014       | 119 |
| 20 | 20      | „Nu poți să te ascunzi” „Nowhere to Hide”         | Grant Brown | Sam Carroll    | 6 decembrie 2013   | 19 iulie 2014       | 120 |
| 21 | 21      | „Acquata se întoarce” „Acquata Returns”           | Grant Brown | Anthony Morris | 13 decembrie 2013  | 26 iulie 2014       | 121 |
| 22 | 22      | „Două Evie” „Evie Times Two”                      | Grant Brown | Max Dann       | 15 decembrie 2013  | 1 august 2014       | 122 |
| 23 | 23      | „Alegerea lui Zac” „Zac's Choice”                 | Grant Brown | Chris Roache   | 22 decembrie 2013  | 12 iulie 214        | 123 |
| 24 | 24      | „Încredere” „Trust”                               | Grant Brown | Anthony Morris | 29 decembrie 2013  | 5 iulie 2014        | 124 |
| 25 | 25      | „Trădarea” „Betrayed”                             | Grant Brown | Mark Shirrefs  | 5 ianuarie 2014    | 28 iulie 2014       | 125 |
| 26 | 26      | „Decizia” „Decision Time”                         | Grant Brown | Sam Carroll    | 12 ianuarie 2014   | 2 august 2014       | 126 |

## Sezonul 2 (2015)
- Chai Romruen este absent un episod (episodul 20).

| #  | # total | Titlu                                                     | Regizat de  | Scris de         | Premieră originală | Premieră în România | Cod |
| -- | ------- | --------------------------------------------------------- | ----------- | ---------------- | ------------------ | ------------------- | --- |
| 1  | 27      | „Al șaptelea ciclu” „The Seventh Cycle”                   | Evan Clarry | Sam Carroll      | 13 februarie 2015  | 14 septembrie 2015  | 201 |
| 2  | 28      | „O situație lipicioasă” „Sticky Situation”                | Evan Clarry | Max Dann         | 13 februarie 2015  | 15 septembrie 2015  | 202 |
| 3  | 29      | „Descoperire” „Discovery”                                 | Evan Clarry | Anthony Morris   | 13 februarie 2015  | 16 septembrie 2015  | 203 |
| 4  | 30      | „O nouă coadă” „A New Tail”                               | Evan Clarry | Carine Chai      | 13 februarie 2015  | 17 septembrie 2015  | 204 |
| 5  | 31      | „Rău pentru afacerii” „Bad for Business”                  | Evan Clarry | Gareth Calverley | 13 februarie 2015  | 18 septembrie 2015  | 205 |
| 6  | 32      | „Mări furtunoase” „Stormy Seas”                           | Evan Clarry | Chris Roache     | 13 februarie 2015  | 21 septembrie 2015  | 206 |
| 7  | 33      | „Treziera” „Awakening”                                    | Evan Clarry | Evan Clarry      | 13 februarie 2015  | 22 septembrie 2015  | 207 |
| 8  | 34      | „Școala de teren” „Land School”                           | Evan Clarry | Anthony Morris   | 13 februarie 2015  | 23 septembrie 2015  | 208 |
| 9  | 35      | „Pasager clandestin” „Stowaway”                           | Evan Clarry | Margaret Wilson  | 13 februarie 2015  | 24 septembrie 2015  | 209 |
| 10 | 36      | „Păstrând secretul” „Keeping the Secret”                  | Evan Clarry | Chris Hawkshaw   | 13 februarie 2015  | 25 septembrie 2015  | 210 |
| 11 | 37      | „Numai așa tânăr ca te simti” „Only As Young As You Feel” | Evan Clarry | Max Dann         | 13 februarie 2015  | 28 septembrie 2015  | 211 |
| 12 | 38      | „Mărime mare” „Supersized”                                | Evan Clarry | Mark Shirrefs    | 13 februarie 2015  | 29 septembrie 2015  | 212 |
| 13 | 39      | „Reuniune” „Reunion”                                      | Evan Clarry | Evan Clarry      | 13 februarie 2015  | 30 septembrie 2015  | 213 |
| 14 | 40      | „Un nou bărbat” „A New Man”                               | Grant Brown | Sam Carroll      | 29 mai 2015        | 2 noiembrie 2015    | 214 |
| 15 | 41      | „Grijă cu ce-ți dorești!” „Careful What You Wish For”     | Grant Brown | Michael Joshua   | 29 mai 2015        | 3 noiembrie 2015    | 215 |
| 16 | 42      | „Prima întâlnire” „First Date”                            | Grant Brown | Max Dann         | 29 mai 2015        | 4 noiembrie 2015    | 216 |
| 17 | 43      | „Codul de triton” „The Merman Code”                       | Grant Brown | Sam Carroll      | 29 mai 2015        | 5 noiembrie 2015    | 217 |
| 18 | 44      | „Legătură de sirenă” „Siren Link”                         | Grant Brown | Sam Carroll      | 29 mai 2015        | 6 noiembrie 2015    | 218 |
| 19 | 45      | „Surpriză!” „Surprise!”                                   | Grant Brown | Anthony Morris   | 29 mai 2015        | 9 noiembrie 2015    | 219 |
| 20 | 46      | „Ocuparea forței de muncă” „The Job”                      | Grant Brown | Sam Carroll      | 29 mai 2015        | 10 noiembrie 2015   | 220 |
| 21 | 47      | „Ordinele noi” „New Orders”                               | Grant Brown | Michael Joshua   | 29 mai 2015        | 11 noiembrie 2015   | 221 |
| 22 | 48      | „Ultimul dans” „The Last Dance”                           | Grant Brown | Carine Chai      | 29 mai 2015        | 12 noiembrie 2015   | 222 |
| 23 | 49      | „Să rămâi sau să pleci” „Stay or Go”                      | Grant Brown | Max Dann         | 29 mai 2015        | 13 noiembrie 2015   | 223 |
| 24 | 50      | „Adevărul despre Evie” „The Truth About Evie”             | Grant Brown | Sam Carroll      | 29 mai 2015        | 16 noiembrie 2015   | 224 |
| 25 | 51      | „Piatra tridentului” „The Trident Stone”                  | Grant Brown | Sam Carroll      | 29 mai 2015        | 17 noiembrie 2015   | 225 |
| 26 | 52      | „Alesul” „The Chosen One”                                 | Grant Brown | Mark Shirrefs    | 29 mai 2015        | 18 noiembrie 2015   | 226 |

## Sezonul 3 (2016)
| #  | # total | Titlu                                                     | Regizat de   | Scris de            | Premieră originală | Premieră în România | Cod |
| -- | ------- | --------------------------------------------------------- | ------------ | ------------------- | ------------------ | ------------------- | --- |
| 1  | 53      | „O vizită din est” „A Visit From The East”                | Evan Clarry  | Sam Carroll         | 27 mai 2016        | 2016                | 301 |
| 2  | 54      | „Nu cred până nu văd” „Seeing Is Believing”               | Evan Clarry  | Mark Shirrefs       | 27 mai 2016        | 2016                | 302 |
| 3  | 55      | „Rețeta succesului” „Recipe for Success”                  | Evan Clarry  | Max Dann            | 27 mai 2016        | 2016                | 303 |
| 4  | 56      | „Curățând” „Mopping Up”                                   | Evan Clarry  | Anthony Morris      | 27 mai 2016        | 2016                | 304 |
| 5  | 57      | „Cutia de puzle” „The Puzzle Box”                         | Evan Clarry  | Phil Enchelmaier    | 27 mai 2016        | 2016                | 305 |
| 6  | 58      | „Noi începuturi” „New Beginnings”                         | Evan Clarry  | Sam Carroll         | 27 mai 2016        | 2016                | 306 |
| 7  | 59      | „Schimb de făgaș” „Turning the Tide”                      | Evan Clarry  | Evan Clarry         | 27 mai 2016        | 2016                | 307 |
| 8  | 60      | „Drumul dragonului” „The Way of the Dragon”               | Evan Clarry  | Evan Clarry         | 27 mai 2016        | 2016                | 308 |
| 9  | 61      | „Inversarea șansei” „Reversal of Fortune”                 | Evan Clarry  | Evan Clarry         | 27 mai 2016        | 2016                | 309 |
| 10 | 62      | „Confundarea dorințelor cu realitatea” „Wishful Thinking” | John Hartley | Phil Enchelmaier    | 27 mai 2016        | 2016                | 310 |
| 11 | 63      | „Pierdut și găsit” „Lost and Found”                       | John Hartley | Sam Carroll         | 27 mai 2016        | 2016                | 311 |
| 12 | 64      | „Probleme de incredere” „Trust Issues”                    | John Hartley | Tony Cavanaugh      | 27 mai 2016        | 2016                | 312 |
| 13 | 65      | „Lăsându-l să plece” „Letting Go”                         | John Hartley | Jo Watson           | 27 mai 2016        | 2016                | 313 |
| 14 | 66      | „Vârsta înainte de frumusețe” „Age Before Beauty”         | John Hartley | Chris Anastassiades | 27 mai 2016        | 2016                | 314 |
| 15 | 67      | „Legenda lui Jiao Long” „The Legend of Jiao Long”         | John Hartley | Sam Carroll         | 27 mai 2016        | 2016                | 315 |
| 16 | 68      | „Întoarcerea acasă” „Homecoming”                          | John Hartley | Mark Shirrefs       | 27 mai 2016        | 2016                | 316 |